# Francis Danby
Francis Danby (* 16. November 1793 in Killinick; † 9. Februar 1861 in Exmouth (Devonshire)) war ein irischer Landschaftsmaler.

## Leben

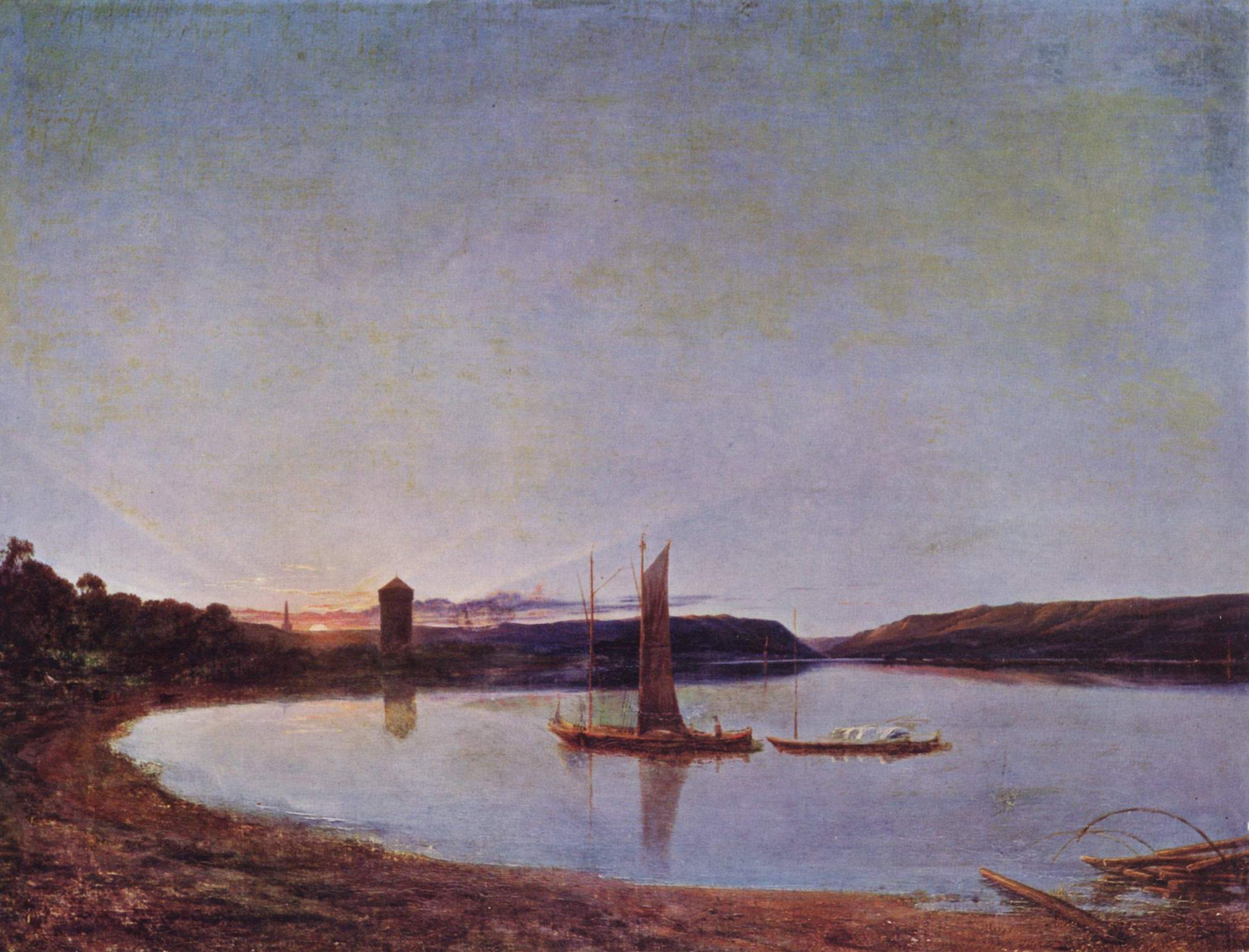
See bei Sonnenuntergang, um 1835

Francis wurde im Süden von Irland, in Killinick, nahe der Stadt Wexford, geboren. Als sein Vater starb, zog er mit seiner Familie nach Dublin. An den königlichen Schulen in Dublin übte er sich im Zeichnen von Landschaftsmalereien. Er lernte den späteren Maler George Petrie kennen und ging mit ihm und seinem Kunstlehrer O’Connor 1813 nach London. Nach einem kurzen Aufenthalt verließ er London und ging nach Bristol. Dort erregten seine großen Abbildungen in Öl schnell Aufmerksamkeit.
Auch seine beiden Söhne James Francis Danby (1816–1875) und Thomas Danby (1817–1886) wurden bekannte Landschaftsmaler.

## Werke (Auswahl)

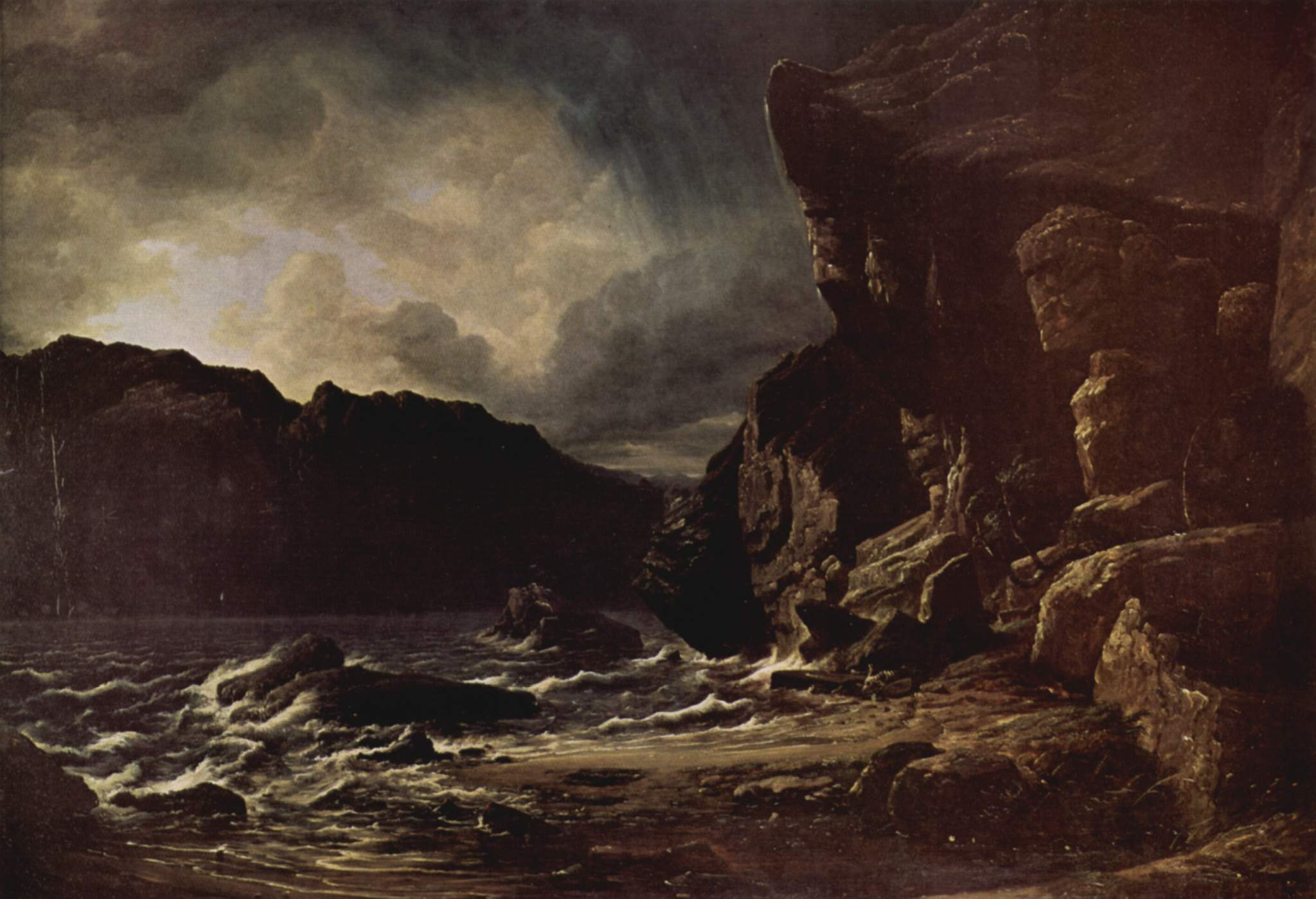
Liensfijord-See in Norwegen, 1841

- Panorama der Küste am Sonnenuntergang, um 1813
- Der Baum Upas, 1820
- Junge, der ein kleines Schiff segelt, 1822
- Die Anlieferung des Israelites, 1825
- Szene vom Kaufmann von Venedig, 1827
- Die Öffnung des sechsten Siegels, 1828
- Die Gräber von Molière und La Fontaine, 1831
- Szene von Traum einer Mittsommernacht, 1832
- See bei Sonnenuntergang, um 1835
- Die Sintflut (The Deluge), 1837 bis 1839, Tate Gallery, London.
- Liensfijord-See in Norwegen, 1841.
- Der hölzernen Hymn der Nymphe zur steigenden Sonne, 1845